# Holly Nixon
Holly Nixon, född 7 december 1993, är en brittisk roddare.

## Karriär
I augusti 2016 vid VM i Rotterdam tog Nixon guld tillsammans med Fiona Gammond, Donna Etiebet och Holly Norton i fyra utan styrman. I maj 2017 vid EM i Račice tog hon brons tillsammans med Bethany Bryan, Mathilda Hodgkins-Byrne och Jessica Leyden i scullerfyra. I september 2017 tog samma båt med roddare även brons i scullerfyra vid VM i Sarasota.
I april 2021 tog Nixon brons tillsammans med Saskia Budgett i dubbelsculler vid EM i Varese.